# 南極電燈魚
南極電灯鱼（学名：Electrona antarctica）为輻鰭魚綱燈籠魚目灯笼鱼科的其中一種，分布於南極海域，屬深海魚類。其种加词“antarctica”意为“南极洲的”。體長可達8.2公分，會垂直性洄游，屬肉食性，以多毛類、甲殼類及橈腳類等為食。